# Oost-Saksisch voetbalkampioenschap 1903/04
In 1903/04 werd het tweede voetbalkampioenschap van Oost-Saksen gespeeld, dat georganiseerd werd door de Midden-Duitse voetbalbond. Mittweidaer BC eindigde samen met Dresdner SC, maar kwam niet opdagen voor de play-off om de titel waarop Dresdner SC naar  de Midden-Duitse eindronde ging, waar ze het opnieuw tegen VfB Leipzig zouden moeten opnemen. De finale stond gepland na de nationale eindronde waar Leipzig al aan deelgenomen had en uiteindelijk werd beslist om de Midden-Duitse finale niet te spelen.

## 1. Klasse
| Plaats | Club                     | Wed.           | W              | G              | V              | Saldo          | Ptn.           |
| ------ | ------------------------ | -------------- | -------------- | -------------- | -------------- | -------------- | -------------- |
| 1.     | Mittweidaer BC 1896      | 4              | 2              | 2              | 0              | 22:6           | 6:2            |
| 2.     | Dresdner SC 1898         | 4              | 2              | 2              | 0              | 18:9           | 6:2            |
| 3.     | Chemnitzer BC 1899       | 4              | 0              | 0              | 4              | 7:32           | 0:8            |
| 4.     | Akademischer FC Freiberg | Teruggetrokken | Teruggetrokken | Teruggetrokken | Teruggetrokken | Teruggetrokken | Teruggetrokken |

|  | Finale |

## Finale
|               |                  |          |                |          |
| 24 april 1904 | Dresdner SC 1898 | walkover | Mittweidaer BC | Chemnitz |
| 24 april 1904 |                  |          |                | Chemnitz |